# Алфен-Хам
Алфен-Хам (нидерл. Alphen-Chaam, нидерландское произношение: [ˌɑlfə(ŋ) ˈkaːm]) община в южных Нидерландах в провинции Северный Брабант.

## Населённые пункты
Города:
- Алфен (4,000)
- Хам (3,810)
- Галдер (1,190)

Поселения (деревни) (данные о населении этих поселений входит в данных населения городов, вблизи которых они расположены):
- Алфен-Босховен
- Алфен-Остервейк
- Бослюст
- Каувелар
- Схамдейк
- Дрёйсдейк
- Герсбрук
- Гиндердор
- Гразен
- Херстайен
- Хейкант
- Хетсас
- Хондсейнд
- Хаутгор
- Калисхук
- Клостер
- Квалбюрг
- Лег
- Лонейнд
- Мейсберг
- Нотсел
- Ракенс
- Снейдерс-Хам
- Стрейбек
- Теровер
- Венвег
- Де-Занд
- Улвенхаут